# Selaginella aboriginalis
Selaginella aboriginalis är en mosslummerväxtart som beskrevs av C.Schulz och Homberg. Selaginella aboriginalis ingår i släktet mosslumrar, och familjen mosslummerväxter. Inga underarter finns listade i Catalogue of Life.